# Al-Sabaa wa Arbain
Al-Sabaa wa Arbain (tiếng Ả Rập: السبعة وأربعين) là một thị trấn ở phía nam tỉnh al-Hasakah, đông bắc Syria. Về mặt hành chính, thị trấn thuộc về Nahiya al-Shaddadah của quận al-Hasakah. Tại cuộc điều tra dân số năm 2004, có dân số 14.177 người. Các địa phương gần đó bao gồm al-Shaddadeh về phía đông. Là kết quả sơ bộ của cuộc Nội chiến Syria đang diễn ra, Al-Sabaa wa Arbain ngày nay nằm ở Jazira Canton trong khuôn khổ Liên bang Dân chủ tự trị Bắc Syria.